# Sabará (piłkarz)
Sabará, właśc. Onofre Anacleto de Souza (ur. 18 czerwca 1931 w Atibaii, zm. 8 października 1997 w Rio de Janeiro) – brazylijski piłkarz, występujący podczas kariery na pozycji ofensywnego pomocnika.

## Kariera klubowa
Karierę piłkarską Sabará zaczął w klubie Ponte Preta Campinas w 1950 roku. W latach 1952–1964 grał w CR Vasco da Gama. Z Vasco trzykrotnie zdobył mistrzostwo stanu Rio de Janeiro – Campeonato Carioca w 1952, 1956, 1958 oraz wygrał Turniej Rio - São Paulo w 1958 roku. W 1965 roku grał w Portuguesie Rio de Janeiro i wenezuelskim Deportivo Itália Caracas. W 1966 został zawodnikiem Bangu AC, w którym zakończył karierę w 1968.

## Kariera reprezentacyjna
W reprezentacji Brazylii Sabará zadebiutował 13 listopada 1955 w meczu z reprezentacją Paragwaju, którego stawką było Copa Oswaldo Cruz 1955, które Brazylia zdobyła. Był to udany debiut, gdyż Sabará w 65 min. meczu strzelił bramkę. Ostatni raz w reprezentacji wystąpił 12 lipca 1960 w wygranym 5-1 meczu z reprezentacją Argentyny, którego stawką było Copa del Atlantico 1960. Ogółem w reprezentacji Sabará wystąpił dziewięć razy i strzelił jedną bramkę.